# Махмуд I (сельджуцький султан)
Махмуд I (*д/н — після 1094) — 4-й султан Сельджуцької імперії в 1092—1094 роках. Повне ім'я — Насир ад-Дін Махмуд ібн Малік-шах. Володар держави Великих Сельджуків.

## Життєпис
Походив з династії Сельджуків. Молодшийсин Малік-шаха I, султана сельджуцької держави, та Туркан-хатун. Народився близько 1087—1088 року, отримавши ім'я Махмуд. У 1092 році після вбивства його батька асасинами стає новим султаном Великих Сельджуків, додавши до ім'я Насир ад-Дін. Водночас оголосив себе султаном старший брат Махмуда — 12-річний Баркіярук, що був намісником на північному заході Персії, і якому Малік-шах I заповів трон.
Фактичною правителькою була таркун-хатун. Вона рушила до Ісфагана, де отаборився Баркіярук, який вимушений був тікати до Рея. тут він отримав військову підтримку. Прихильники останнього 1093 року зустрілися з військами Таркун-хатун у битві при Баруджердом (неподалік від Хамадану), де армія Махмуда I зазнала поразки.
У 1094 році війська султана знову зазнали поразки від війська Баркіярука. після цього було домовлено про розділ держави між Махмудом I і баркіяруком. Проте того ж року Махмуд I разом з матір'ю помер під час епідемії віспи. Це сталося ймовірно у місті Ісфаган. Його спадкоємцем став Баркіярук.